# 皮加亚尔德洛马涅
皮加亚尔德洛马涅（法語：Puygaillard-de-Lomagne，法語發音：[pɥiɡajaʁ də lɔmaɲ]）是法国奥克西塔尼大区塔恩-加龙省的一个市镇，属于卡斯泰尔萨拉桑区。

## 地理
皮加亚尔德洛马涅（43°58'5"N, 0°53'49"E）面积7.08 平方千米，位于法国奧克西塔尼大區塔恩-加龙省，该省份为法国西南部内陆省份，北起顺时针与洛特省、阿韦龙省、塔恩省、上加龙省、热尔省和洛特-加龙省接壤。
与皮加亚尔德洛马涅接壤的市镇（或旧市镇、城区）包括：巴利尼亚克、卡斯泰拉布泽、拉沙佩勒、拉维、普帕、圣让迪布泽。

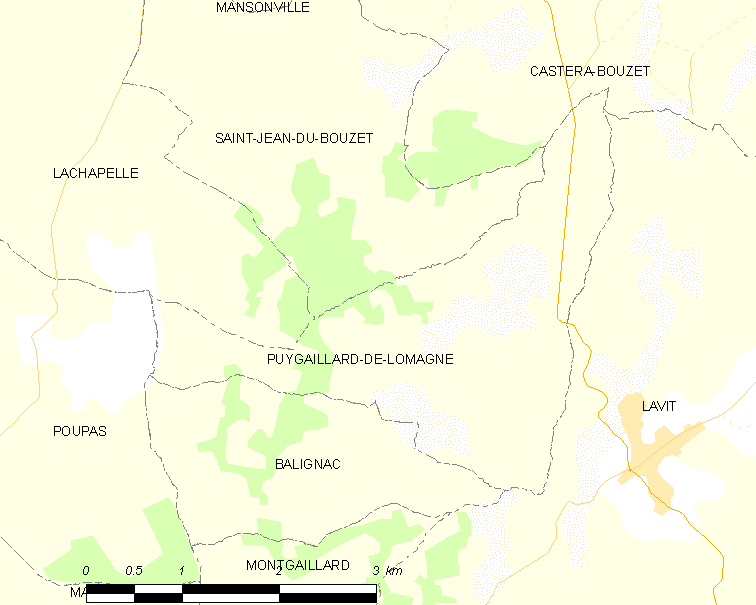
皮加亚尔德洛马涅的OSM定位图

皮加亚尔德洛马涅的时区为UTC+01:00、UTC+02:00（夏令时）。

## 行政
皮加亚尔德洛马涅的邮政编码为82120，INSEE市镇编码为82146。

## 政治
皮加亚尔德洛马涅所属的省级选区为加龙-洛马涅-布吕尤瓦县。

## 人口

1962-2008年间皮加亚尔德洛马涅人口变化图示

皮加亚尔德洛马涅于2022年1月1日时的人口数量为55人。